# Gérald Frère
Pour les articles homonymes, voir Frère (homonymie).
Gérald Frère, né le 17 mai 1951 à Charleroi, est un administrateur de sociétés belge.

## Biographie
Gérald Frère est le fils d'Albert Frère. Il rejoint l'entreprise familiale, le groupe Frère-Bourgeois en 1972.
Il travaille dans le groupe familial en étant président de la  Compagnie nationale à portefeuille et président du conseil d'administration du Groupe Bruxelles Lambert. 
Il est également Régent de la Banque nationale de Belgique.

## Fonctions et mandats sociaux
- Président du conseil d'administration du Groupe Bruxelles Lambert.
- Administrateur délégué de Financière de la Sambre SA (Belgique)
- Administrateur délégué de Frère-Bourgeois SA (Belgique)
- Administrateur de Erbe SA (Belgique)
- Administrateur de ASBL Fonds Charles-Albert Frère(Belgique)
- Administrateur de Corporation Financière Power (Canada)
- Administrateur du Groupe Bruxelles Lambert depuis 1982.
- Administrateur de Corporation Financière Power (Canada)
- Administrateur de Suez-Tractebel (Belgique)
- Administrateur de Pernod Ricard
- Président du conseil d'administration de la Compagnie nationale à portefeuille (CNP)
- Président du conseil d'administration de RTL Belgium
- Président du conseil d'administration de Filux SA (Luxembourg)
- Président du conseil d'administration de Gesecalux SA (Luxembourg)
- Président du conseil d'administration de Stichting Administratie Kantoor Bierlaire (Pays-Bas)
- Président du conseil d'administration  et administrateur délégué du Haras de la Bierlaire SA (Belgique)
- Vice-Président du conseil d'administration de Pargesa (Suisse)

- Régent de la Banque nationale de Belgique
- Consul honoraire de France